# Alex Montgomery
Alexandria Rochell „Alex” Montgomery (ur. 12 listopada 1988 w Tacoma) – amerykańska koszykarka występująca na pozycjach rzucającej oraz niskiej skrzydłowej.

## Osiągnięcia
Stan na 18 kwietnia 2019, na podstawie, o ile nie zaznaczono inaczej..
NCAA
- Uczestniczka turnieju NCAA (2008–2011)
- Zawodniczka roku stanu Georgia (2011)
- Najlepsza rezerwowa stanu ACC (2010)
- MVP turnieju Georgia Tech Hotel & Conference Center Holiday Tournament (2008)
- Zaliczona do:
  - I składu:
    - defensywnego ACC (2011)
    - WBCA All-Region 2 (2011)
    - Academic All-American (2008)
    - najlepszych pierwszorocznych zawodniczek ACC (2008)

  - II składu ACC (2011)
  - III składu ACC (2009, 2010)

Drużynowe
- Mistrzyni Brazylii (2013)

Indywidualne
(* – nagrody przyznane przez portale Latinbasket.com)
- Najlepsza skrzydłowa brazylijskiej ligi LBF (2013)*
- Zaliczona do I składu LBF (2013)*